# Макджоб
Макджоб (англ. McJob) — низькооплачувана, позбавлена стимулів та малоперспективна  робота, котра не вимагає особливих навичок і дає мало можливостей для розвитку (згідно з Оксфордським словником). 
Уперше цей неологізм було використано 24 серпня 1986 року соціологом Аматаі Етціоні (англ. Amitai Etzioni) в американській газеті «Washington Post» у статті "Макджоб шкодить дітям" (англ. Mcjobs are bad for kids)  [Архівовано 14 листопада 2012 у Wayback Machine.]. Термін розповсюдився у 1991 році завдяки роману Дугласа Коупленда (англ. Douglas Coupland) «Генерація Ікс» (англ. Generation X: Tales for an Accelerated Culture). В одному з інтерв'ю на CNN Коупленд так визначив це поняття:
|  | «A McJob is just sort of a dead end, going nowhere, like zero paying, zero benefits, do you know those little Playskool figurines where, you know, you can take one out and put another person in? It’s kind of like one of those jobs there. I mean, when people say, the government says, oh people are employed, you know, I don’t know. Does working at one of these places count as employment? Sure. But it’s not something you’d, you know, get a mortgage on a house over or get a get married about. Макджоб — це як глухий кут: нікуди не веде, без оплати, без переваг; вам знайомі ці фігурки, котрі робить Playskool, де можна одну з них витягнути і вставити іншу людинку замість неї? Це схоже на роботу такого плану. Я маю на увазі, коли люди кажуть — уряд каже: «О, люди працевлаштовані», — ви знаєте. Я не знаю, чи можна вважати таку роботу в одному з таких місць працевлаштуванням? Звичайно. Але це не те, знаєте, коли ви можете взяти кредит на будинок, чи одружитись, або ж допомогти фінансово з одруженням своїм дітям. |

У 2003 році це слово з'явилося в словнику Merriam-Webster, котрий постійно відслідковує всі нові слова в англійській мові.